# ماساكي يامازاكي
ماساكي يامازاكي هو سياسي ياباني، ولد في 24 مايو 1942 في اليابان. حزبياً، نشط في الحزب الليبرالي الديمقراطي الياباني. وقد انتخب Vice-President of the House of Councillors ‏ (26 ديسمبر 2012 – 2 أغسطس 2013) وانتخب رئيس مجلس المستشارين ‏ (2 أغسطس 2013 – 25 يوليو 2016) وانتخب عضو مجلس المستشارين عن دائرة Fukui at-large district ‏ وقد انضم خلال فترته النيابية  للكتلة البرلمانية الحزب الليبرالي الديمقراطي الياباني.

## وصلات خارجية
- الموقع الرسمي